# 오쿠보 나가야스
오쿠보 나가야스/조안(일본어: 大久保長安, 1545년 ~ 1613년 6월 13일)는 센고쿠 시대부터 에도 시대 초기까지의 무장이다. 가이 다케다씨, 도쿠가와씨의 가신. 에도 막부에선 감정봉행, 노중을 맡았다.